# Pologne aux Jeux olympiques d'hiver de 1924
La Pologne participe aux Jeux olympiques d'hiver de 1924 à Chamonix en France du 25 janvier au 5 février 1924. Il s'agit de la première édition des Jeux d'hiver et donc également de la première participation polonaise.
La délégation polonaise compte sept athlètes, uniquement des hommes, qui participent aux épreuves de combiné nordique, de patinage de vitesse, de patrouille militaire, de saut à ski et de ski de fond. La Pologne fait partie des pays n'obtenant pas de médaille à l'issue de ces Jeux olympiques.

## Combiné nordique
| Athlète             | Compétition       | Saut à ski | Saut à ski | Saut à ski   | Saut à ski | Ski de fond     | Ski de fond | Ski de fond | Total  | Total |
| Athlète             | Compétition       | Distance 1 | Distance 2 | Total Points | Rang       | Temps           | Points      | Rang        | Points | Rang  |
| ------------------- | ----------------- | ---------- | ---------- | ------------ | ---------- | --------------- | ----------- | ----------- | ------ | ----- |
| Franciszek Bujak    | Individuel hommes | -          | -          | -            | -          | 1 h 42 min 13 s | 6 250       | 18e         | DNF    | -     |
| Andrzej Krzeptowski | Individuel hommes | 32,5 m     | 33,0 m     | 13 312       | 17e        | 1 h 43 min 2 s  | 5 750       | 20e         | 9 531  | 19e   |

## Patinage de vitesse
| Athlète            | Compétition     | Temps           | Rang |
| ------------------ | --------------- | --------------- | ---- |
| Leon Jucewicz (pl) | 500 m hommes    | 49 min 6 s      | 17e  |
| Leon Jucewicz (pl) | 1 500 m hommes  | 2 h 42 min 6 s  | 15e  |
| Leon Jucewicz (pl) | 5 000 m hommes  | 10 h 50 min 6 s | 16e  |
| Leon Jucewicz (pl) | 10 000 m hommes | 20 h 40 min 8 s | 14e  |

| Athlète       | Compétition    | Étape 1 | Étape 1 | Étape 2 | Étape 2 | Étape 3 | Étape 3 | Étape 4 | Étape 4 |
| Athlète       | Compétition    | Points  | Rang    | Points  | Rang    | Points  | Rang    | Points  | Rang    |
| ------------- | -------------- | ------- | ------- | ------- | ------- | ------- | ------- | ------- | ------- |
| Leon Jucewicz | Combiné hommes | 11      | 11e     | 20      | 10e     | 27      | 9e      | 32      | 8e      |

## Patrouille militaire
| Athlètes                                                                   | Compétition | 30 km | Tir à 250m | Total |
| -------------------------------------------------------------------------- | ----------- | ----- | ---------- | ----- |
| Stanisław Chrobak Stanisław Kądziołka Szczepan Witkowski Zbigniew Wóycicki | hommes      | DNF   | -          | -     |

## Saut à ski
| Athlète             | Compétition     | Saut 1   | Saut 1 | Saut 2   | Saut 2 | Total  | Total |
| Athlète             | Compétition     | Distance | Points | Distance | Points | Points | Rang  |
| ------------------- | --------------- | -------- | ------ | -------- | ------ | ------ | ----- |
| Andrzej Krzeptowski | Tremplin normal | 33 m     | 12.750 | 32 m     | 12.167 | 12.458 | 21e   |

## Ski de fond
| Athlète             | Compétition  | Temps           | Rang |
| ------------------- | ------------ | --------------- | ---- |
| Andrzej Krzeptowski | 18 km hommes | 1 h 43 min 2 s  | 28e  |
| Franciszek Bujak    | 18 km hommes | 1 h 42 min 13 s | 27e  |
| Szczepan Witkowski  | 50 km hommes | 6 h 25 min 58 s | 21e  |